# Sheila E. Widnall
Sheila Marie Evans Widnall, född 13 juli 1938 i Tacoma, Washington, är en amerikansk professor emerita vid Massachusetts Institute of Technology (MIT), mest känd för forskning kring strömningsmekanik.
Widnall utsågs 1993 av USA:s president Bill Clinton till USA:s flygvapenminister och hon blev då den första kvinnan att leda ett militärdepartement inom USA:s försvarsdepartement. Widnall återvände till MIT under 1997 och gick slutligen i pension i oktober 2020 efter sammanlagt 64 år vid MIT.

## Biografi
Widnall visade som ung fallenhet för naturvetenskap och uppmanades söka till Massachusetts Institute of Technology (MIT) av en alumn från lärosätet. Hon påbörjade sina studier vid MIT 1956 och tog en bachelorexamen 1960, följt av en masterexamen ett år senare och en doktorsavhandling 1964, samtliga i aeronatik. Widnall utsågs 1974 till fullvärdig professor på MIT.
Widnall utsågs av president Bill Clinton till flygvapenminister och arbetade i den rollen som lydande under USA:s försvarsminister (den posten fylldes av Les Aspin, William Perry och William Cohen under Widnalls tid). Widnall var dock inte den första kvinnan med chefskap över någon av USA:s väpnade styrkor, då Elizabeth Dole på posten som USA:s transportminister stod över USA:s kustbevakning under George H.W. Bushs administration.
Som flygvapenminister var hon chef för USA:s flygvapendepartement och under henne stod USA:s flygvapenstabschef (den posten besattes av Merrill A. McPeak, Ronald R. Fogleman och Michael E. Ryan). På posten hade hon att hantera såväl numerära neddragningar som utveckling av materiel som rymdraketsystemet Evolved Expendable Launch Vehicle (EELV) och Joint Strike Fighter, liksom de första provflygningarna med F-22 Raptor. Andra uppmärksammade händelser var terroristattacken mot amerikansk flygvapenpersonal i Khobar Towers i al-Khubar, Saudiarabien 1996, liksom flygolyckan med ett av flygvapnets transportplan i Kroatien samma år i vilken USA:s handelsminister Ron Brown omkom. Widnall undertecknade 1996 kontrakt för köp av 80 stycken C-17 Globemaster III.
Under 1997 hamnade Widnall i rampljuset då fallet Kelly Flinn hamnade på löpsedlarna. Flinn var den första kvinnliga B-52 piloten och riskerade krigsrätt för otrohet med en underofficer samt för att ha ljugit för flygvapnets brottsutredare. Under ett utskottsförhör i USA:s senat i maj 1997 hade general Fogleman uttalat sig så kategoriskt om fallet att Widnall i praktiken var tvungen att bevilja Flinn avsked i stället för krigsrätt för att undvika negativ publicitet och anklagelser om gammalmodiga värderingar. Widnall lämnade posten som flygvapenminister den sista oktober samma år för att medverka vid flygvapnets 50-årsjubileum i september samma år.
Widnall deltog i utredningskommissionen efter rymdfärjan Columbias haveri under STS-121.